# Medalha Vicente de Seabra
A Medalha Vicente de Seabra é um prémio atribuído bianualmente pela Sociedade Portuguesa de Química  em homenagem ao químico Vicente Coelho de Seabra Silva Teles que visa premiar os químicos portugueses que se distinguem pelo seu trabalho científico e que não tenham idade superior a quarenta anos.
Este prémio foi criado em 2002.

## Premiados
- 2004 - Miguel Castanho (FCUL)
- 2006 - J. Seixas de Melo (FCTUC)
- 2008 - Manuel Fernando Ribeiro Pereira (FEUP)
- 2010 - Eurico José da Silva Cabrita (FCT/UNL) e José Richard Baptista Gomes (UA)
- 2012 - Pedro Miguel Pimenta Góis (FFUL)
- 2014 - Filipe Alexandre Almeida Paz (UA)
- 2016 - Adrián Manuel Tavares da Silva (FEUP)
- 2018 - Mara Guadalupe Freire Martins (UA)
- 2020 - Gonçalo José Lopes Bernardes (IMM - UL)
- 2022 - Tiago Correia de Oliveira Rodrigues (FFUL)